# WS-Security
Web Services Security (WS-Security, WSS) è una estensione di SOAP per estendere la sicurezza ai servizi web ed è una specifica redatta da OASIS. 
Il protocollo specifica come può essere rafforzata l'integrità e la confidenzialità e permette la comunicazione di vari token di sicurezza, come SAML, Kerberos e X.509. Il principale obiettivo è l'utilizzo della firma XML e della crittazione XML per garantire la sicurezza end-to-end.